# Xenopus amieti
Xenopus amieti är en groddjursart som beskrevs av Kobel, du Pasquier, Fischberg och Gloor 1980. Xenopus amieti ingår i släktet Xenopus, och familjen pipagrodor. IUCN kategoriserar arten globalt som nära hotad. Inga underarter finns listade.

## Bildgalleri

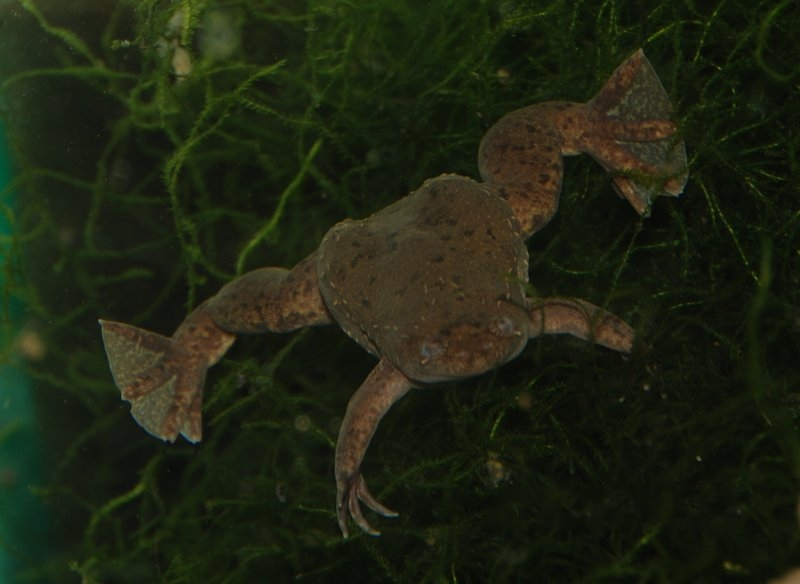
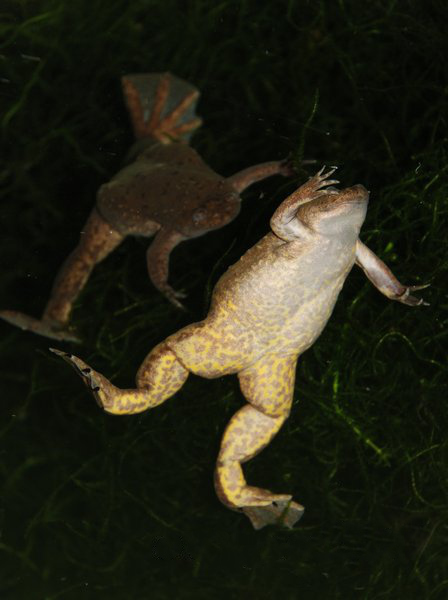